# Pivovar Polička
Měšťanský Pivovar v Poličce je měšťanský pivovar ve stejnojmenném městě Polička. Budova pivovaru byla postavena v roce 1865, v roce 1948 byla znárodněna. V roce 1994 po restituci a navrácení potomkům původních majitelů vznikl z provozu Pivovar Polička Měšťanský pivovar v Poličce, a.s.

## Produkty pivovaru
- světlé výčepní 10° – Hradební
- tmavé výčepní 10° – Hradební
- světlý ležák 11° – Otakar
- řezaný ležák 11° - Kunhuta
- světlý ležák 12° – Záviš
- světlý ležák 11° – Otakar – kvasnicový
- světlý ležák 12° – Záviš – kvasnicový
- světlé silné 13° – František Bittner  od roku 2012  / vaří se pouze 3x za rok
- tmavé speciální 13° – Eliška od roku 2010  /vaří se pouze 3x za rok/
- Možnost si pivo objednat na dovoz

## Zajímavosti
Majitel  od roku 1994 do roku 2024 Karel Witz
Od roku 2024  majitel syn Erik Witz
Od roku 2025 Sládek František Jungmann
1996 Návštěva prezidenta Václava Havla
2003 Návštěva  prezidenta Václava Klause
Pivovar má varnu Novák & Jahn z roku 1930 
Každý rok poslední víkend v Červnu se koná akce Den otevřených sklepů ( vstup zdarma)